# Jane Evrard

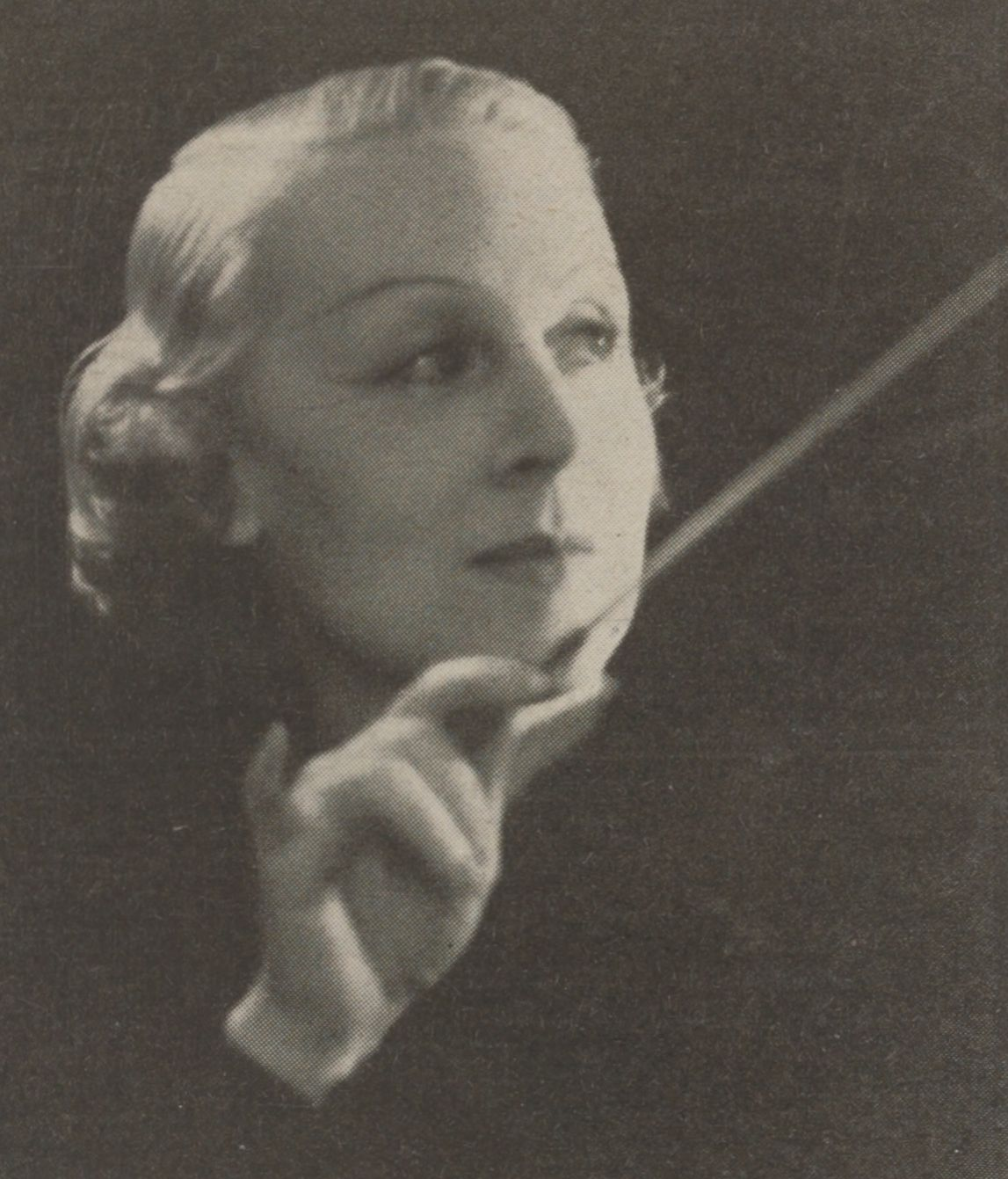
Jane Evrard (1936)

Jane Evrard (* 5. Februar 1893 in Neuilly-Plaisance; † 4. November 1984 in Paris) war eine französische Dirigentin. 1930 gründete sie das erste reine Frauenorchester und wurde die erste Dirigentin Frankreichs.

## Leben und Ausbildung
1893 wurde Jane Evrard unter ihrem bürgerlichen Namen Jeanne Chevallier in Neuilly-Plaisance geboren. Sie begann im Alter von 7 Jahren Violine zu spielen.
1930 gründete sie das Orchestre Féminin de Paris und dirigierte es bis 1943. Es war eines der aktivsten und am meisten rezipierten Orchester dieser Zeit. Es zeichnete sich besonders durch die Auswahl des Repertoires aus, in dem besonders Wert auf Barockmusik, aber auch auf Werke zeitgenössischer Komponisten gelegt wurde wie Arthur Honegger, Jean Rivier, Georges Migot, Joaquim Rodrigo, Maurice Jaubert, Marguerite Roesgen Champion, Yvette Desporte, Daniel Lesur und Maurice Ravel. 
Das Orchester führte auch die Uraufführungen der Sinfonietta von Albert Roussel und der Dritten Symphonie von Jean Rivier durch.